# Abigail Johnston
Pour les articles homonymes, voir Johnston.
Abigail Johnston est une plongeuse américaine, née le 16 novembre 1989 à Upper Arlington dans l'Ohio.
Elle a notamment remporté une médaille d'argent aux Jeux olympiques de 2012 en tremplin à 3 mètres synchronisé avec Kelci Bryant.